# جبل نديفة
جبل نديفة، أحد جبال منطقة المدينة المنورة، يبعد 45 كم جنوب غرب المدينة المنورة. يطل من ناحية الجنوب على قرية الفريش، ويبلغ ارتفاعه 0 م (0 قدم).

## الوصف
جبل کبير يمتد من الشمال إلى الجنوب، يقع هذا الجبل في الجهة الجنوبية الغربية من المدينة المنورة. يحد هذا الجبل من الشرق وادي ملل، ومن الغرب وادي السيالة، ومن الجنوب جبل ورقان. وفي شمال شرقة يقع جبل القنور، وفي جنوب غربة آبار سفى ويمر الطريق السريع المؤدي إلى جدة و مكة عند سفحه الغربي وتقع قرية الفريش في شماله.